# Доценківка
Доценкі́вка — село в Україні, у Садівській сільській громаді Сумського району Сумської області. Населення становить 11 осіб. До 2020 орган місцевого самоврядування — Сульська сільська рада.

## Географія
Село Даценківка знаходиться біля витоків річки Стрілка, нижче за течією на відстані 0,5 км розташоване село Визирівка, за 1,5 км — зняте з обліку 1989 року с. Мазне.

## Історія
12 червня 2020 року, відповідно до Розпорядження Кабінету Міністрів України № 723-р «Про визначення адміністративних центрів та затвердження територій територіальних громад Сумської області» увійшло до складу Садівської сільської громади.
19 липня 2020 року, в результаті адміністративно-територіальної реформи та ліквідації Сумського району(1923—2020), село увійшло до складу новоутвореного Сумського району.